# 克罗勒
克罗勒（法語：Crolles，法語發音：[kʁɔl]）是法国伊泽尔省的一个市镇，位于该省中东部，属于格勒诺布尔区。

## 地理
克罗勒（45°17'6"N, 5°52'58"E）面积14.21 平方千米，位于法国奥弗涅-罗讷-阿尔卑斯大区伊泽尔省，该省份为法国东南部内陆省份，北起顺时针与安省、萨瓦省、上阿尔卑斯省、德龙省、阿尔代什省、卢瓦尔省和罗讷省。
与克罗勒接壤的市镇（或旧市镇、城区）包括：弗罗日附近勒尚、维拉尔博诺、贝尔南、弗罗日、兰班、小岩高原镇。

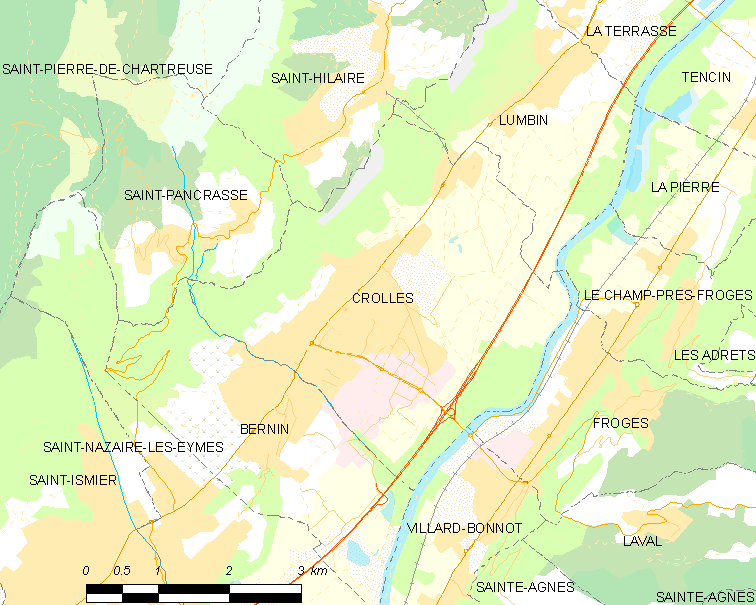
克罗勒的OSM定位图

克罗勒的时区为UTC+01:00、UTC+02:00（夏令时）。

## 行政
克罗勒的邮政编码为38920，INSEE市镇编码为38140。

## 政治
克罗勒所属的省级选区为中格雷西沃当县。

## 人口

1962-2008年间克罗勒人口变化图示

克罗勒于2022年1月1日时的人口数量为8463人。